# Presidente eletto degli Stati Uniti d'America

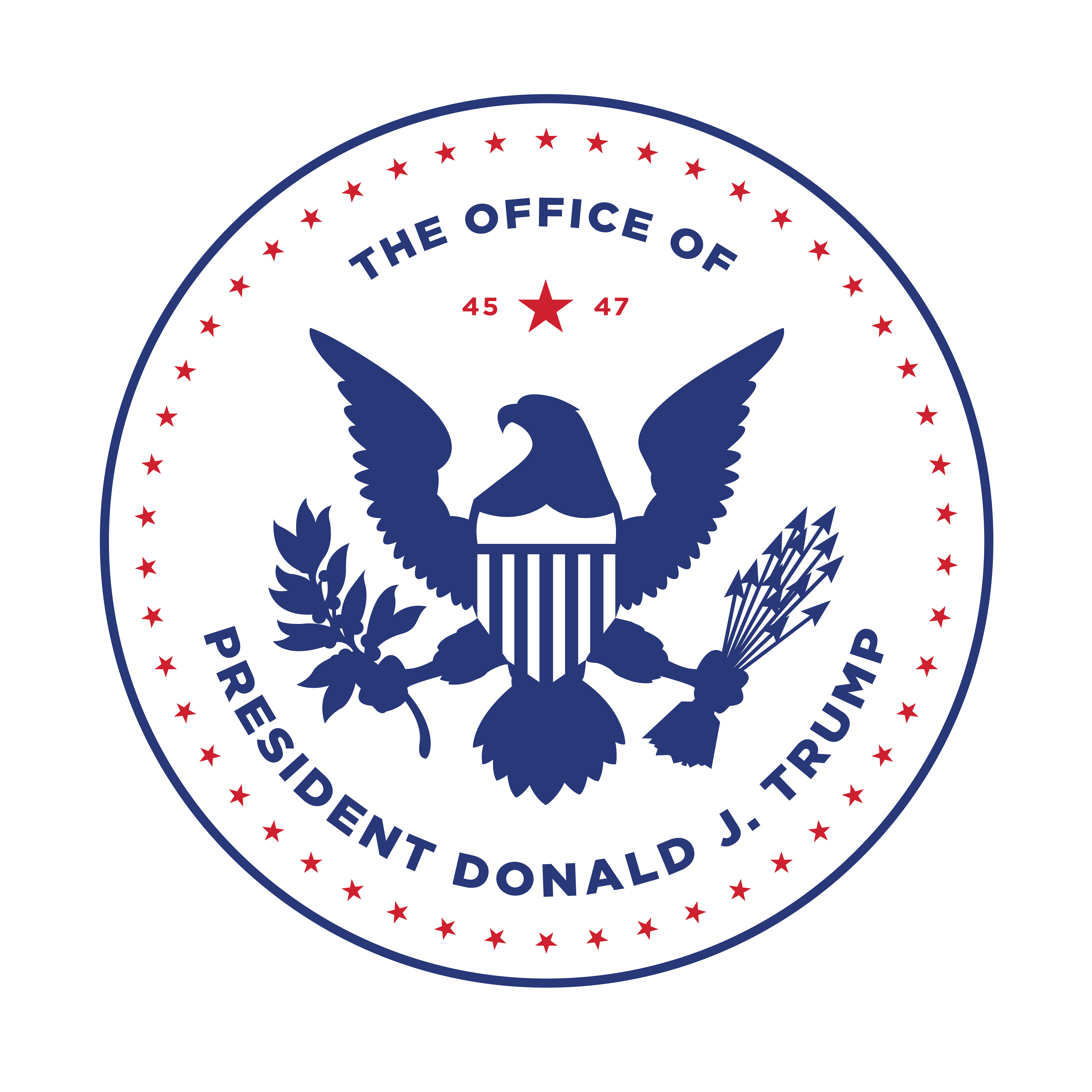
Sigillo del logo del team della seconda transizione presidenziale di Donald Trump

Il Presidente eletto degli Stati Uniti d'America (in inglese President-elect of the United States) è il candidato risultato vincitore nel lasso di tempo tra le elezioni presidenziali negli Stati Uniti d'America, che si tengono ogni quattro anni a novembre, e il suo insediamento, che si tiene nel successivo gennaio (dopo che i voti espressi a dicembre dal Collegio elettorale sono contati durante una riunione congiunta del Congresso).
Il termine non viene usato nel caso di un presidente in carica che viene rieletto, perché questi ricopre già la carica e non è in attesa di diventare presidente. In maniera simile non viene usato per un vicepresidente che succeda al presidente in seguito a morte, dimissioni o rimozione dalla carica per impeachment, poiché questi assume immediatamente l'incarico.
Nel periodo tra l'elezione presidenziale e il termine del mandato del Presidente uscente, quest'ultimo viene detto "anatra zoppa" (lame duck), mentre il presidente eletto guida la transizione presidenziale che assicuri un passaggio di poteri senza problemi.
Dopo le elezioni del 2024, l’ultimo presidente eletto è stato Donald Trump (già presidente dal 2017 al 2021).

## Criteri costituzionali
L'elezione del presidente degli Stati Uniti d'America è regolata dal Secondo articolo della Costituzione e da successivi emendamenti. La procedura viene inoltre regolata da leggi federali e statali. Secondo la legge federale gli elettori del presidente (i membri del Collegio elettorale) devono essere "nominati in ogni stato il martedì successivo al primo lunedì di novembre, ogni quattro anni", perciò tutti gli Stati nominano i propri elettori nella stessa data in novembre ogni quattro anni, ma il modo in cui vengono incaricati è demandato alla legge di ogni singolo Stato.
In ogni stato i membri del Collegio elettorale sono scelti mediante un'elezione popolare, comunque ogni stato è libero di cambiare questo metodo così, per esempio una legge statale potrebbe teoricamente decidere che i suoi rappresentanti al Collegio elettorale siano scelti dai membri della legislatura dello stato, o anche dal solo governatore dello Stato.
Il lunedì successivo al secondo mercoledì di dicembre gli elettori di ogni Stato si riuniscono nelle rispettive capitali e registrano i loro voti per il presidente e vicepresidente degli Stati Uniti. Gli elettori del Distretto di Columbia si riuniscono nella capitale federale.
Al termine delle riunioni gli elettori di ogni stato stendono un "certificato di voto" in diverse copie, dichiarando il conteggio dei voti di ogni riunione. Ad ogni certificato di voto viene allegato un certificato di accertamento. Questo è un documento ufficiale, solitamente firmato dal governatore dello Stato e/o dal segretario di stato, che dichiara il nome degli elettori e certifica il loro incarico come membri del Collegio elettorale.  Poiché in ogni stato gli elettori sono scelti per elezione popolare il certificato di accertamento dichiara anche i risultati del voto popolare che li ha nominati. Il certificato di voto e quello di accertamento sono quindi inviati al Senato degli Stati Uniti.
I voti elettorali sono conteggiati durante una riunione congiunta del congresso all'inizio di gennaio (il 6 gennaio come richiesto dal Titolo 3, Capitolo 1 della legge federale o in una data alternativa fissata per statuto) e se i ballottaggi sono accettati senza contestazioni il candidato che ottiene la maggioranza dei voti (almeno 270)  è annunciato dal vicepresidente uscente nella sua carica di presidente del Senato.

### Ruolo del Collegio elettorale
Il voto popolare non sceglie il presidente, è il voto del Collegio elettorale a deciderlo. Eccetto per alcuni Stati che vincolano legalmente gli elettori del Collegio elettorale al loro impegno elettorale, non ci sono obblighi costituzionali o leggi federali che li obblighino a seguire il voto popolare dei loro Stati. Storicamente ci sono stati pochi casi di elettori che non hanno votato per il candidato per cui si erano impegnati e in nessuno di questi casi è stato sufficiente a cambiare il risultato di un'elezione presidenziale. Anche se il voto popolare va a un candidato, il voto elettorale può sceglierne un altro che ottiene la presidenza, fatto accaduto nel 1876, 1888, 2000 e 2016.

### Successione del presidente eletto
I comitati elettorali del partito Democratico e di quello Repubblicano hanno adottato regole per scegliere il successore del candidato nel caso della sua morte, sia prima che dopo le elezioni presidenziali. Se il vincitore apparente delle elezioni generali muore prima che il Collegio elettorale voti in dicembre gli elettori probabilmente sceglieranno il nuovo nominato proposto come rimpiazzo dal loro partito nazionale (sebbene possano essere impediti nel farlo perché alcuni Stati hanno leggi nazionali che vincolano gli elettori a votare per la persona per cui si sono impegnati e alcuni invalidano i voti che indichino chiunque altro). Se il vincitore apparente muore prima del voto del Collegio elettorale di dicembre e del suo conteggio nella riunione congiunta del Congresso in gennaio il XII emendamento precisa che tutti i voti del Collegio elettorale devono essere contati, presumibilmente anche quelli per un candidato morto. Una commissione governativa in un rapporto sul XX emendamento ha ipotizzato che il Congresso non avrebbe potere discrezionale e dovrebbe dichiarare il candidato morto come aver ricevuto la maggioranza dei voti. In questo caso al 20 gennaio scatterebbero le clausole del XX emendamento.
Nel caso in cui un presidente non sia stato scelto entro il 20 gennaio o il presidente eletto "non si qualifichi", il vicepresidente eletto diventa presidente facente funzioni il 20 gennaio fino a quando c'è un presidente qualificato. Se il presidente eletto muore prima del 20 gennaio il XX emendamento indica che il vice presidente eletto diventa presidente. Nei casi in cui non ci sia né presidente eletto, né vicepresidente eletto l'emendamento dà autorità al Congresso di dichiarare un presidente facente funzioni fino a quando non viene eletto un presidente o vicepresidente. In questo caso scatterebbe il Presidential Succession Act del 1947 per cui l'ufficio della presidenza è assegnato in ordine di priorità al presidente della Camera dei rappresentanti seguito dal Presidente pro tempore del Senato degli Stati Uniti d'America e quindi da altri funzionari.

### Transizione presidenziale
Per preparare una transizione senza problemi del potere presidenziale e la continuità dei lavori, i presidenti uscenti hanno iniziato a cooperare con il presidente eletto su importanti argomenti politici nei due mesi precedenti la cessione dei poteri. Prima della ratifica del XX emendamento nel 1933 che ha spostato l'inizio della nomina presidenziale a gennaio, il presidente eletto non assumeva la carica fino a marzo, quattro mesi dopo l'elezione popolare.
Il Presidential Transition Act del 1963 autorizza l'amministratore della General Services Administration a certificare come presidente eletto il vincitore apparente del voto popolare di novembre, prima del voto del Collegio elettorale di dicembre, allo scopo di fornire fondi federali, uffici e servizi di comunicazione alla nuova amministrazione prima del 20 gennaio.
Il presidente eletto assume la carica di presidente degli Stati Uniti d'America alla scadenza del mandato del presidente uscente a mezzogiorno del 20 gennaio. Questa procedura è stata oggetto di numerose interpretazioni errate e leggende urbane come il mito della presidenza di un giorno di David Rice Atchison.
Il presidente eletto e il vicepresidente ricevono obbligatoriamente la protezione del United States Secret Service.

## Lista di presidenti eletti
| Presidente eletto | Presidente eletto      | Partito | Partito                  | Elezione         | Inizio presidenza |
| ----------------- | ---------------------- | ------- | ------------------------ | ---------------- | ----------------- |
| 1                 | George Washington      |         | Indipendente             | 6 aprile 1789    | 30 aprile 1789    |
| 2                 | John Adams             |         | Federalista              | dicembre 1796    | 4 marzo 1797      |
| 3                 | Thomas Jefferson       |         | Democratico-Repubblicano | 17 febbraio 1801 | 4 marzo 1801      |
| 4                 | James Madison          |         | Democratico-Repubblicano | dicembre 1808    | 4 marzo 1809      |
| 5                 | James Monroe           |         | Democratico-Repubblicano | dicembre 1816    | 4 marzo 1817      |
| 6                 | John Quincy Adams      |         | Democratico-Repubblicano | 9 febbraio 1825  | 4 marzo 1825      |
| 7                 | Andrew Jackson         |         | Democratico              | 3 dicembre 1828  | 4 marzo 1829      |
| 8                 | Martin Van Buren       |         | Democratico              | 7 dicembre 1836  | 4 marzo 1837      |
| 9                 | William Henry Harrison |         | Whig                     | 2 dicembre 1840  | 4 marzo 1841      |
| 10                | James Polk             |         | Democratico              | 4 dicembre 1844  | 4 marzo 1845      |
| 11                | Zachary Taylor         |         | Whig                     | 7 novembre 1848  | 4 marzo 1849      |
| 12                | Franklin Pierce        |         | Democratico              | 2 novembre 1852  | 4 marzo 1853      |
| 13                | James Buchanan         |         | Democratico              | 4 novembre 1856  | 4 marzo 1857      |
| 14                | Abraham Lincoln        |         | Repubblicano             | 6 novembre 1860  | 4 marzo 1861      |
| 15                | Ulysses S. Grant       |         | Repubblicano             | 3 novembre 1868  | 4 marzo 1869      |
| 16                | Rutherford Hayes       |         | Repubblicano             | 2 marzo 1877     | 4 marzo 1877      |
| 17                | James A. Garfield      |         | Repubblicano             | 2 novembre 1880  | 4 marzo 1881      |
| 18                | Grover Cleveland       |         | Democratico              | 4 novembre 1884  | 4 marzo 1885      |
| 19                | Benjamin Harrison      |         | Repubblicano             | 6 novembre 1888  | 4 marzo 1889      |
| 20                | Grover Cleveland       |         | Democratico              | 8 novembre 1892  | 4 marzo 1893      |
| 21                | William McKinley       |         | Repubblicano             | 3 novembre 1896  | 4 marzo 1897      |
| 22                | William Howard Taft    |         | Repubblicano             | 3 novembre 1908  | 4 marzo 1909      |
| 23                | Woodrow Wilson         |         | Democratico              | 5 novembre 1912  | 4 marzo 1913      |
| 24                | Warren Harding         |         | Repubblicano             | 2 novembre 1920  | 4 marzo 1921      |
| 25                | Herbert Hoover         |         | Repubblicano             | 6 novembre 1928  | 4 marzo 1929      |
| 26                | Franklin D. Roosevelt  |         | Democratico              | 8 novembre 1932  | 4 marzo 1933      |
| 27                | Dwight Eisenhower      |         | Repubblicano             | 4 novembre 1952  | 20 gennaio 1953   |
| 28                | John F. Kennedy        |         | Democratico              | 9 novembre 1960  | 20 gennaio 1961   |
| 29                | Richard Nixon          |         | Repubblicano             | 5 novembre 1968  | 20 gennaio 1969   |
| 30                | Jimmy Carter           |         | Democratico              | 2 novembre 1976  | 20 gennaio 1977   |
| 31                | Ronald Reagan          |         | Repubblicano             | 4 novembre 1980  | 20 gennaio 1981   |
| 32                | George H. W. Bush      |         | Repubblicano             | 8 novembre 1988  | 20 gennaio 1989   |
| 33                | Bill Clinton           |         | Democratico              | 3 novembre 1992  | 20 gennaio 1993   |
| 34                | George W. Bush         |         | Repubblicano             | 13 dicembre 2000 | 20 gennaio 2001   |
| 35                | Barack Obama           |         | Democratico              | 4 novembre 2008  | 20 gennaio 2009   |
| 36                | Donald Trump           |         | Repubblicano             | 8 novembre 2016  | 20 gennaio 2017   |
| 37                | Joe Biden              |         | Democratico              | 7 novembre 2020  | 20 gennaio 2021   |
| 38                | Donald Trump           |         | Repubblicano             | 6 novembre 2024  | 20 gennaio 2025   |

## Logo dell'Ufficio di transizione

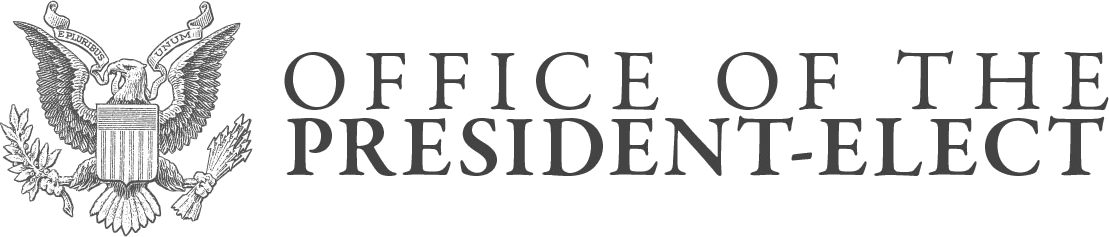
Logo del presidente eletto Obama (2008-2009)
Logo del Presidente eletto Trump (2016-2017)
Logo del Presidente eletto Biden (2020-2021)
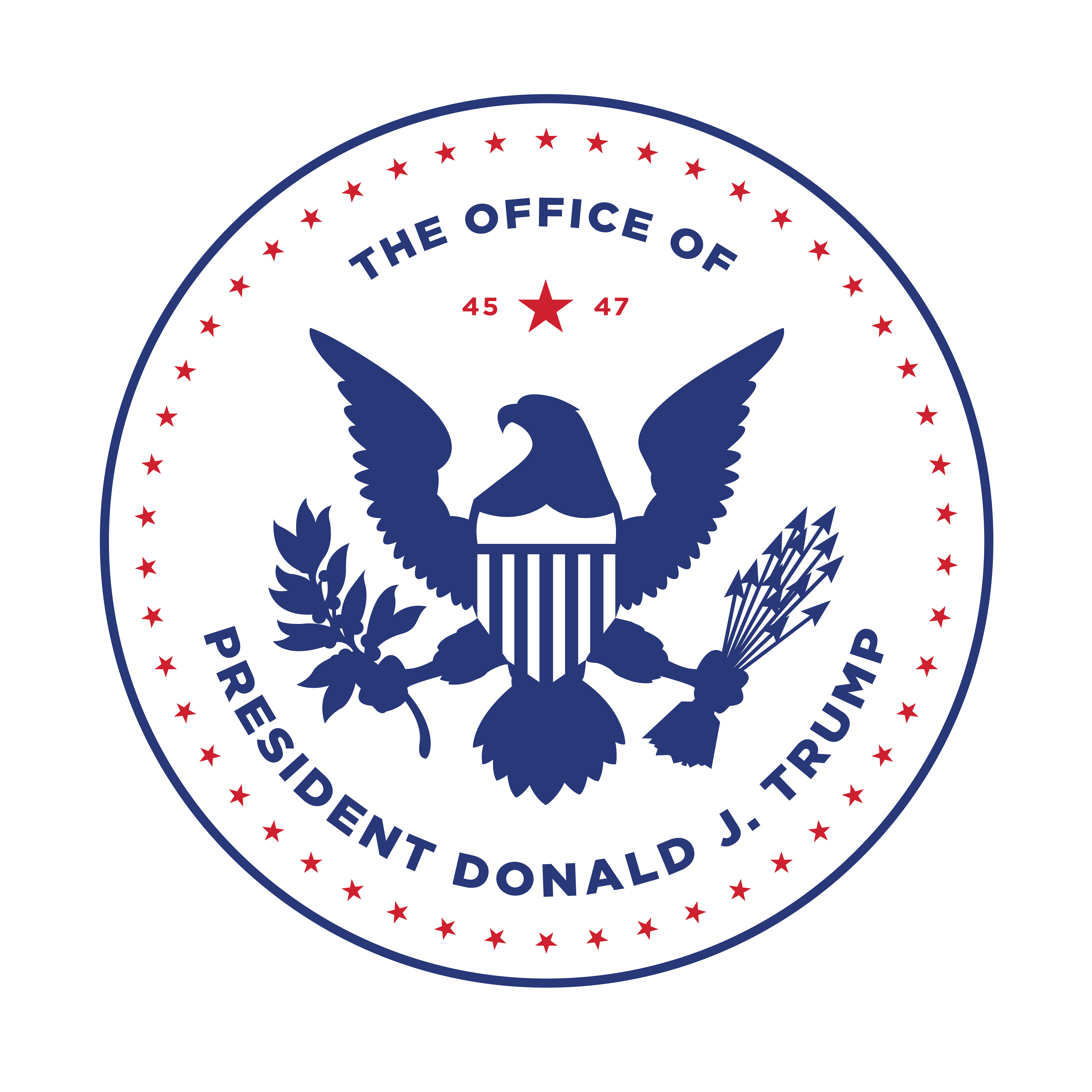
Logo del Presidente eletto Trump (2024-2025)